# Zona convectiva

Ilustración de la estructura del Sol.

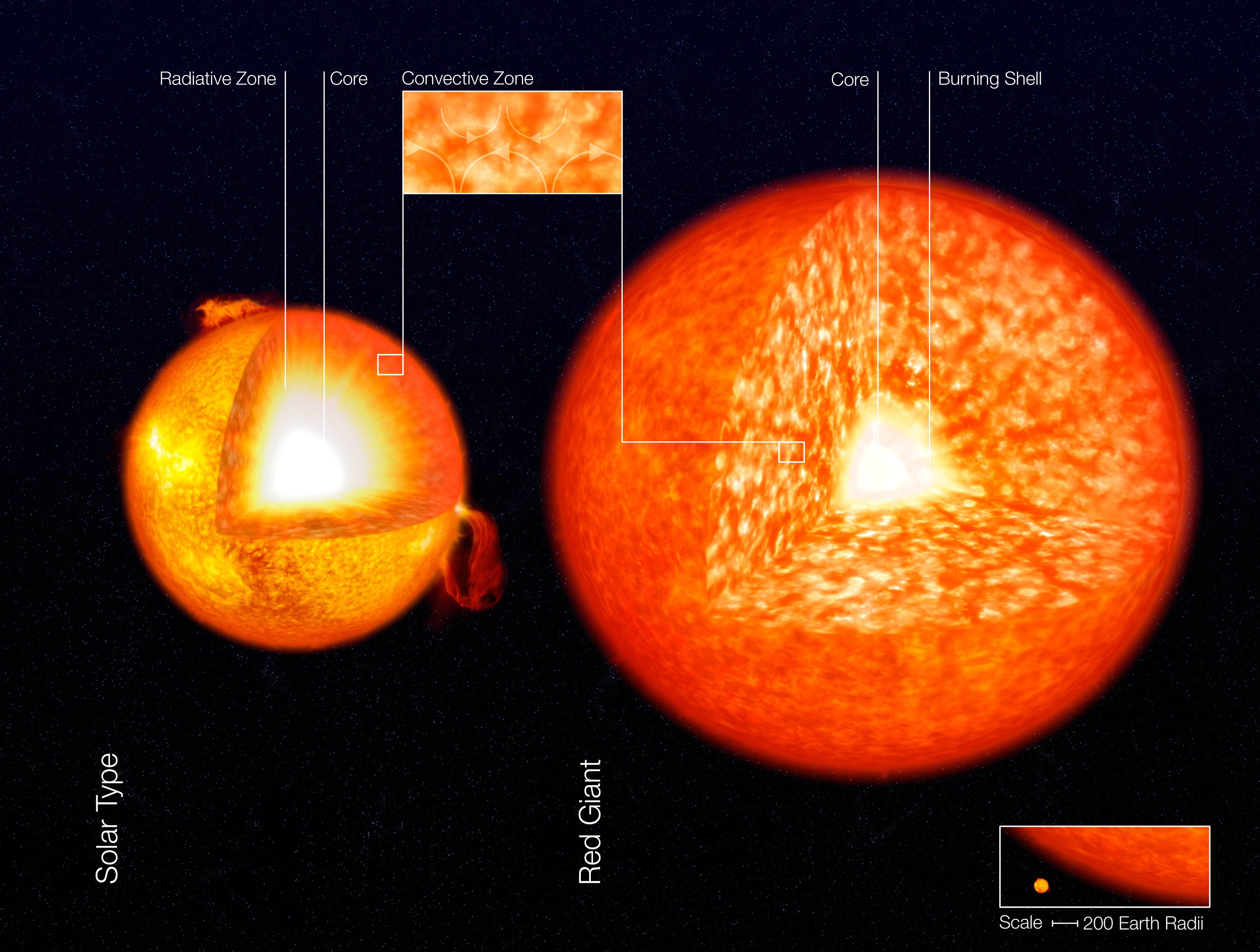
Ilustración de la estructura del Sol y una gigante roja, mostrando sus zonas convectivas. Estas son las zonas granuladas en las capas exteriores de las estrellas.

La zona convectiva de una estrella es el rango de radios en los que la energía es transportada principalmente por medio de convección. En contraste, en la zona radiativa, la energía se transporta por radiación. La convección estelar consiste de movimiento de masa de plasma dentro de la estrella, el cual usualmente forma patrones de corriente circulares en donde el plasma caliente asciende y el plasma frío desciende. La zona convectiva se encuentra a una temperatura de alrededor de 2×10⁶ K. La zona convectiva y la zona radiativa están divididas por la estrecha zona llamada tacoclina.
El criterio de Schwarzschild expresa la condición bajo la cual una región de una estrella es inestable a la convección. Una porción de gas que sube ligeramente se encontrará en un ambiente de presión menor a la región de donde proviene. Como resultado, esa porción de gas se expandirá y se enfriará. Si dicha porción se enfría a una temperatura menor que el gas que la rodea, de modo que tenga una densidad mayor a la de dicho gas, entonces perderá flotabilidad, lo que causará que se hunda y regrese a la región de donde provino. Sin embargo, si el gradiente de temperatura es lo suficientemente elevado (es decir, la temperatura cambia rápidamente con la distancia desde el centro de la estrella), o si el gas tiene una capacidad calorífica muy alta (es decir su temperatura cambia relativamente lento al expandirse), entonces la porción ascendente de gas permanecerá más caliente y menos densa que sus alrededores, aun después de expandirse y enfriarse. Esta flotabilidad causará entonces que continúe subiendo. La región de la estrella en donde esto ocurre es la zona convectiva.
En estrellas con más de 1,3 masas solares, la fusión nuclear de hidrógeno a helio ocurre por medio del ciclo Carbono-Nitrógeno-Oxígeno Ciclo CNO, en lugar de la cadena protón-protón. 

El ciclo CNO es muy sensible a la temperatura, por lo que el núcleo se encuentra muy caliente pero la temperatura decae muy rápidamente. Por lo tanto, la región del núcleo forma una zona convectiva que mezcla uniformemente el combustible de hidrógeno con el helio producido.  La zona convectiva del núcleo de estas estrellas se sobrepone a la zona radiativa, que está en equilibrio térmico, y sufre poco o nulo mezclado.
En estrellas con menos de unas 10 masas solares, la cubierta exterior contiene una región donde una ionización parcial de hidrógeno y helio aumenta la capacidad calorífica. La temperatura relativamente baja en esta región causa al mismo tiempo que la opacidad debida a los elementos más pesados sea lo suficientemente alta como para producir un gradiente de temperatura elevado. Esta combinación de circunstancias produce una región de convección exterior, encima de la cual hay una granularidad, que es visible en la superficie del Sol. Las estrellas de secuencia principal de baja masa, como una enana roja, debajo de 0,35 masas solares, así como estrellas antes de la secuencia principal, en la trayectoria de Hayashi, son completamente convectivas y no contienen una zona de radiación.